# Сийла Уорд
Сийла Уорд (на английски: Sela Ann Ward, IPA:/ˈsiːlə ˈwɔrd/) е американска актриса, носителка на „Златен глобус“ и две награди „Еми“, номинирана е за две награди „Сателит“. Известна най-вече с участието си в сериали и особено с ролята си на Джо Денвил в „От местопрестъплението: Ню Йорк“. Започва кариерата си като модел, след което започва да се снима в реклами на козметичната фирма Мейбълийн. Завършва Университета на Алабама. Сключва брак през 1992 година, има две деца.